# گروه پنجم نیروهای ویژه (ایالات متحده)
گروه پنجم نیروهای ویژه (انگلیسی: 5th Special Forces Group) یکی از پرافتخارترین گروه‌های نیروهای ویژه در نیروهای مسلح ایالات متحده است. گروه پنجم در جنگ ویتنام اقدامات گسترده‌ای انجام داده بود و در ماه‌های اولیه عملیات آزادی بلندمدت نقشی محوری داشت. وظیفه این گروه اعزام و استقرار برای اجرای ۹ مأموریت دکترینال در حوزه استحفاظی خود است: جنگ غیرمتعارف، دفاع داخلی خارجی، اقدام مستقیم، عملیات ضد شورشگری، شناسایی ویژه، ضد تروریسم، عملیات‌های اطلاعاتی، منع گسترش سلاح‌های کشتار جمعی و کمک به نیروهای امنیتی. گروه پنجم در انجام عملیات در منطقه خاورمیانه، خلیج فارس، آسیای مرکزی و شاخ آفریقا تخصص دارد. گروه پنجم و دو گردان از این نیرو تقریباً ۶ ماه از هر سال را تحت عنوان «گروه رزمی عملیات ویژه مشترک ترکیبی – شبه جزیره عربستان» در عراق می‌گذرانند.

## در فرهنگ عام

### فیلم
- گروه پنجم نیروهای ویژه (هوابرد) در فیلم کلاه‌سبزها، با بازی جان وین به تصویر کشیده شد.
- در فیلم شکارچی گوزن، شخصیت رابرت دنیرو یک سرباز در گروه پنجم نیروهای ویژه بود.
- در فیلم اینک آخرالزمان، سرهنگ والتر ای. کرتز یک افسر عملیاتی در گروه پنجم نیروهای ویژه است. با وجود این که کرتز یک سرهنگ است، افسر عملیات یک گروه نیروهای ویژه معمولاً یک سرگرد یا سرهنگ دوم است.
- در مجموعه فیلم‌های رمبو، هم جان رمبو و هم افسر مافوق سابق او، سم تراوتمن، اعضای گروه پنجم نیروهای ویژه هستند.
- در فیلم ۱۲ نیرومند، اقدامات دسته عملیاتی آلفا ۵۹۵ (ODA 595) در نبرد با طالبان به تصویر کشیده شده‌است.[۴]

## بازی‌های رایانه‌ای
- مجموعه بازی‌های رایانه‌ای تام کلنسی گوست ریکان، فعالیت‌های گروهان دلتا، گردان یکم، گروه پنجم نیروهای ویژه (که از آن‌ها با نام گوست نام برده می‌شود) را به تصویر می‌کشد.
- در بازی مافیا ۳، شخصیت اصلی داستان، لینکلن کلی تعریف می‌کند که هنگامی که در ویتنام خدمت می‌کرده، عضو گروه پنجم نیروهای ویژه بوده‌است.